# Leon Korecki
Leon Korecki (ur. 1809, zm. 9 listopada 1876 w Krakowie) – polski prawnik, działacz patriotyczny, spiskowiec galicyjski, redaktor „Dziennika Narodowego”.

## Życiorys
Pochodził ze szlacheckiej rodziny, niewiele jednak wiadomo o niej i jego najmłodszych latach. Studiował na Uniwersytecie Lwowskim, gdzie w 1836 roku obronił pracę doktorską pod tytułem „Reguły powszechne prawa i politycznych umiejętności”. W czasie studiów zaangażował się w działalność konspiracyjną w Stowarzyszeniu Ludu Polskiego i jesienią 1836 r. wszedł w skład Zboru Głównego, czyli władzy naczelnej związku. W połowie 1837 r. wycofał się z konspiracji i zajął się praktyką adwokacką. Mimo tego nie uniknął represji i 16 stycznia 1842 r. został aresztowany i długotrwałe śledztwo doprowadziło do uznania go winnym. 1 stycznia 1845 r. został skazany na karę śmierci, której podobnie jak wielu innych spiskowców uniknął w wyniku amnestii. Spiskowcami współpracującymi z Koreckim, którzy również zostali skazani na karę śmierci byli między innymi: Dominik Gembarzewski, Robert Hefern, Tomasz Rayski, Karol Schneider, Franciszek Smolka, Florian Ziemiałkowski oraz Leon Mazurkiewicz.
Po uwolnieniu Korecki podjął pracę w Zakładzie Narodowym im. Ossolińskich jako skryptor. Bezpośrednio po przewrocie marcowym 1848 r. rozpoczął wydawanie patriotycznego dziennika we Lwowie, którego nazwa brzmiała „Dziennik Narodowy”, do którego pozyskał znakomitych pisarzy, wśród nich Augusta Bielowskiego oraz Józefa Supińskiego. Jesienią 1848 r. angażował się razem z księciem Leonem Sapiehą i Wincentym Polem w tworzenie grupy centrowej, opozycyjnej zarówno do demokratów, jak i szwalcgerberów. Bombardowanie Lwowa pokrzyżowało plany Koreckiego, jego „Dziennik Narodowy” przestał wychodzić już 8 miesięcy po jego powstaniu, a Leon w wyniku represji utracił pracę w Ossolineum. W 1854 r. objął redakcję „Dziennika Literackiego” we Lwowie. O ostatnich latach jego życia wiadomo stosunkowo niewiele. Wyjechał do Krakowa i w 1861 r. objął stanowisko adwokata przy Sądzie Krajowym w Krakowie. Zmarł 9 listopada 1876 roku. Został pochowany na cmentarzu Rakowickim w Krakowie.

## Źródła
- Henryk Bogdański– „Pamiętnik 1832-1848”, Wydawnictwo Literackie, Kraków 1971